# Szczelina w Zbędowych Skałach Druga
Szczelina w Zbędowych Skałach Druga – obiekt jaskiniowy w Dolinie Będkowskiej na Wyżynie Olkuskiej będącej częścią Wyżyny Krakowsko-Częstochowskiej. Administracyjnie znajduje się we wsi Łazy, w gminie Jerzmanowice-Przeginia, w powiecie krakowskim, w województwie małopolskim.

## Opis obiektu
Znajduje się na szczelinie w skałach Zbędowego Murku w bocznym wąwozie będącym orograficznie prawym odgałęzieniem Doliny Będkowskiej. Jest to wąwóz opadający z zabudowanych terenów wsi Łazy do dna Doliny Będkowskiej i mający wylot około 300 m powyżej wąwozu, którym prowadzi asfaltowa droga z dna Doliny Będkowskiej do Łazów. Zbędowy Murek znajduje się  blisko obrzeża lasu. Nazwa obiektu jaskiniowego jest myląca, odnosi się bowiem do Zbędowych Skał, tymczasem Zbędowe Skały to inne skały, znajdujące się w sąsiednim na południe wąwozie, którym prowadzi asfaltowa droga.
Jest to wąska szczelina z zaklinowaną dużą wantą. Powstała na pęknięciu późnojurajskich skał zbudowanych ze skalistego wapienia. Jest sucha i widna. Na jej spągu znajduje się wapienny gruz zmieszany z próchnicą oraz liście. Ściany porastają glony i porosty, a do wnętrza wnika korzeń, który przebił się przez skałę. Ze zwierząt stwierdzono pająki, muchówki, bogata jest też fauna żyjąca w glebie i ściółce na dnie szczeliny.
Szczelina została po raz pierwszy opisana przez J. Nowaka, on też w grudniu 2012 r. sporządził jej plan i przekrój.
W Zbędowym Murku znajduje się jeszcze Szczelina w Zbędowych Skałach Pierwsza. 

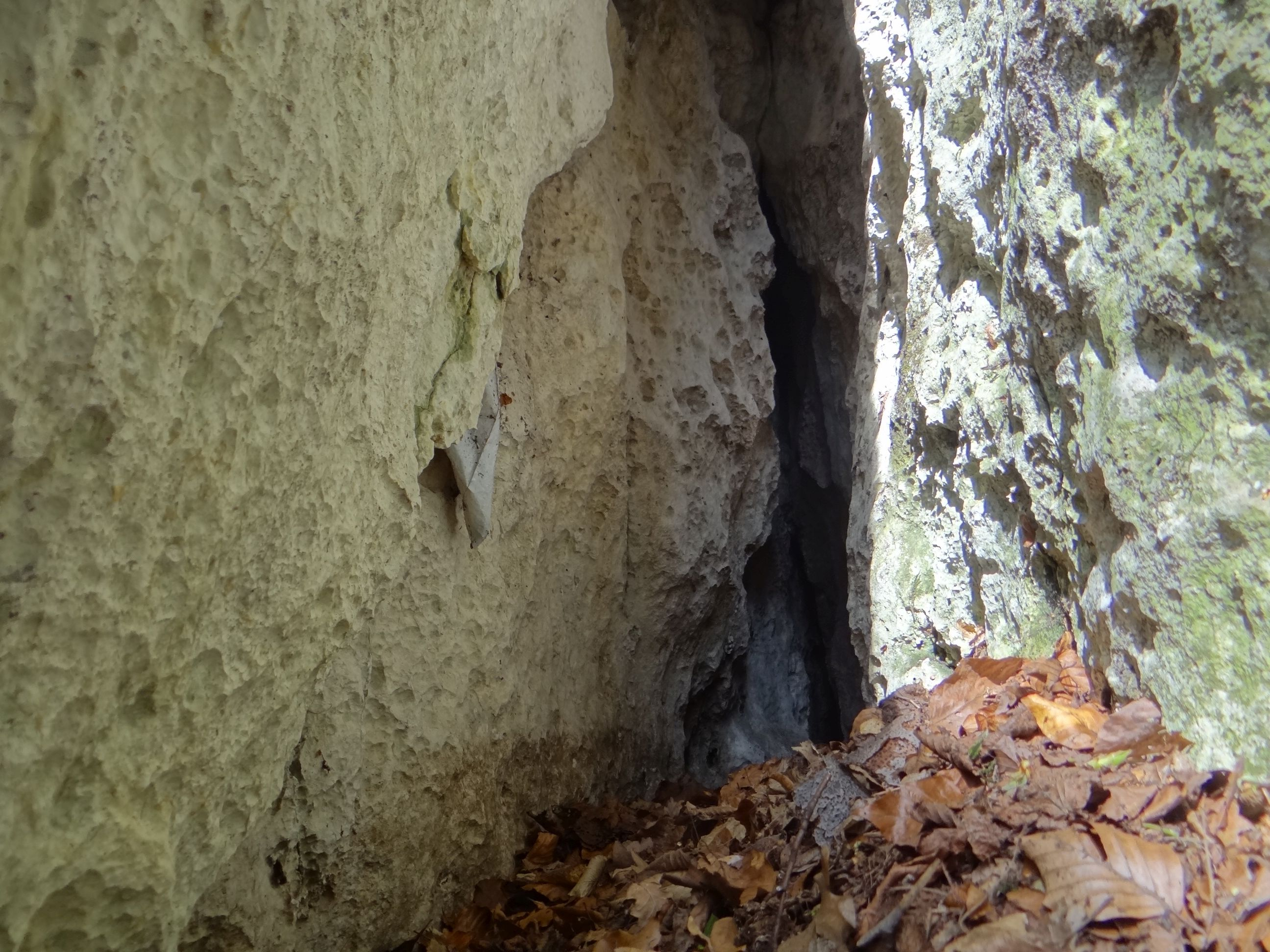